# Geografiskt informationssystem
Ett geografiskt informationssystem (GIS) är ett datorbaserat system för att samla in, lagra, bearbeta, analysera och presentera geografiska data.

## Avgränsningar och grundläggande begrepp
Termen GIS, eller Geografiskt informationssystem ska inte förväxlas med "geografisk information" - data som hanteras i systemen. GIS används alltså för att skapa, manipulera och utforska geografisk information. 
Man brukar även säga geografisk informationsteknik eller geografisk informationsteknologi (GIT) om olika tekniker som används främst för att samla in data till ett GIS. Det kan vara GPS, digital bildbehandling, fotogrammetri, radardata, laserskanning, spektralanalys, digitalisering av analoga dokument samt fältinventering med olika mätinstrument.
Inom universitetsvärlden används uttrycket geoinformatik, (eng. geoinformatics), för att betona att GIS eller GI inte bara är olika informationssystem med spatiala data utan även en egen vetenskap, som det bedrivs forskning och utbildning inom.

## Historik

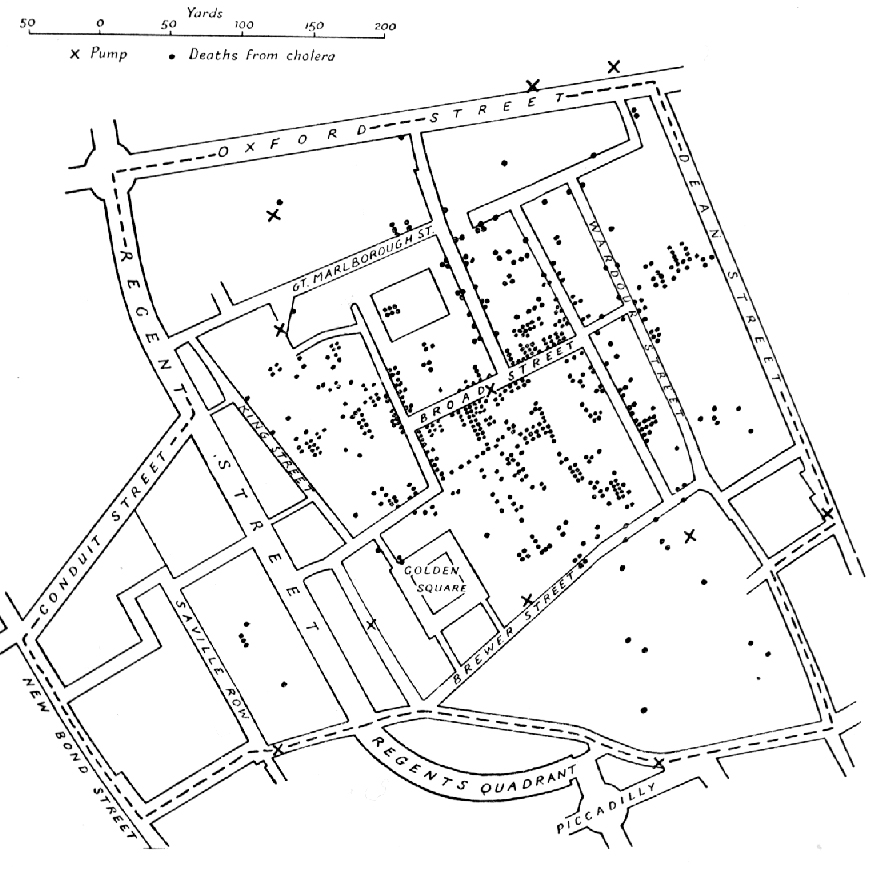
E. W. Gilberts version (1958) av John Snows karta från 1855 av "the Soho cholera outbreak" som visar kolerafallen i London 1854

1854 gjorde John Snow en karta över ett kolerautbrott i London med syftet att lokalisera källan för utbrottet. Han lät kartera alla kända sjukdomsfall och var de sjuka hade tagit vatten. Hans undersökning av fördelningen ledde till källan av sjukdomen, en förorenad vattenpump lokaliserades. Det var en pump på Broad Street, vars handtag han såg till att få bortkopplat, vilket avslutade kolerautbrottet. Detta är en av de tidigaste kända geografiska analyserna som dokumenterats.
Geografiska analyser har ofta gjorts av människor själva genom att betrakta kartor, finna mönster i terrängen och lägga genomskinliga kartor ovanpå varandra och så vidare. Ett tidigt exempel på geografisk analys är den kartering som Svenska staten lät genomföra år 1855 för att få reda på befolkningstätheten i riket inför planeringen av det svenska stambanenätet (järnvägsnätet som staten lät anlägga). Kartan är en klassindelad rutnätskarta som med färger presenterar befolkningsfördelningen och folkmängden. Varje ruta var en svensk mil bred och hög, dvs 114,3 kvadratkilometer stor.
År 1962 kom världens första operativa GIS i Ottawa, Ontario, Kanada, genom utvecklingsinsatser hos den federala institutionen för skogsbruk och landsbygdsutveckling (federal Department of Forestry and Rural Development). Systemet, som utvecklades av Dr Roger Tomlinson, kallades "kanadensiska systemet för geografisk information" (Canada Geographic Information System (CGIS) / Système canadien d'information géographique) och användes för att lagra, analysera och hantera data som samlats in för Kanadas landinventarium (Canada Land Inventory (CLI) / Inventaire des terres du Canada (ITC)), ett initiativ för att fastställa den mängd mark, markanvändningen och dess användningsförmåga som fanns på landsbygden i Kanada. Detta gjordes genom att kartlägga information om mark, jordbruk, rekreation, djurliv, vattenfåglar, skogsbruk och markanvändning i skala 1:50000. Genom klassificering av data med hjälp av olika faktorer var det möjligt att göra geografiska analyser.
CGIS var världens första system och var en förbättring jämfört med kartläggnings-tillämpningar som i och för sig hade metoder för överlagring, mätning, och digitalisering. Det stödde ett nationellt koordinatsystem som sträckte sig över hela kontinenten, det hade en sann inbäddade topologi, och det lagrade attributdata. Som ett resultat av detta har Tomlinson blivit känd som fader GIS, särskilt för sin användning av överlägg för att göra rumslig analys av geografiska data. CGI varade till 1990-talet och byggde den största digitala databasen över jordresurserna i Kanada. Det utvecklades som ett stordatorbaserat program för stöd i den federala och provinsiella resursplaneringen och förvaltningen. Dess styrka var kontinentomfattande analys av komplexa datamängder. CGI var aldrig tillgänglig i kommersiell form. 
År 1964 bildade Howard T Fisher Laboratoriet för datorgrafik och rumslig analys vid Harvard Graduate School of Design (LCGSA 1965–1991), där ett antal viktiga teoretiska begrepp i rumslig datahantering har utvecklats, och som på 1970-talet hade skapat programvarukod och system, såsom "SYMAP", "GRID" och "ODYSSEY" - som fungerade som bokstavlig och inspirationskällor för efterföljande kommersiell utveckling till universitet, forskningscentrum och företag över hela världen.
I början av 1980-talet framkom några kommersiella leverantörer av GIS-programvara, M & S Computing (senare Intergraph), Environmental Systems Research Institute (ESRI) och Computer Aided Resource Information System (CARIS), som lyckades införliva många av CGI:s funktioner i sina system. Samtidigt påbörjades utvecklingen av två public domain-system i slutet av 1970 och början av 1980-talet.  Projektet MOSS, (Map Overlay and Statistical System project) startades 1977 i Fort Collins, Colorado under ledning av Western Energy and Land Use Team (WELUT) och US Fish and Wildlife Service. Arbetet med GRASS inleddes 1982 av US Army Corps of Engineering Research Laboratory (USA-CERL) i Champaign, Illinois, en gren av US Army Corps of Engineers för att möta behovet av USA:s militär för programvara för markförvaltning och miljöplanering.
I mars 1973 försvarade Stig Nordbeck och Bengt Rystedt sin avhandling Computer cartography. The mapping system NORMAP Location models (Datorkartografi. Kartsystemet NORMAP lokaliseringsmodeller) i Lund. Under 1960-talets slut hade de båda bedrivit forskning inom GIS-området och publicerat ett flertal artiklar i ämnet. Detta är ett tidigt svenskt pionjärarbete inom GIS-området, som har påverkat utvecklingen inte bara i Sverige. Avhandlingen behandlar ett flertal analyser såsom barriärer, kortaste avstånd mellan punkter, spatiala mönster med tema på lokalisering som arbetats in i programpaketet NORMAP.
Bengt Rystedt hade något år innan kommit med en lösning på "point-in-polygon"-problematiken, det vill säga hur man löser frågan om en punkt finns inuti en polygon eller inte, vilket har fått användning i samtliga GIS-program världen över.

### Något om GIS-användningen i Sverige
Idén att använda koordinatsatta data i samhällsplaneringen framfördes av professor Torsten Hägerstrand redan 1955 i en presentation för Byggnadsstyrelsen. Dessa tankar togs upp av Fastighetsregisterutredningen 1968. Centralnämnden för fastighetsdata bildades för att genomföra utredningens förslag att i digital form överföra fastighetsregister- och inskrivningsböckerna till ADB (Automatisk Data Behandling).  Dessutom inrättades en avdelning som hade till uppgift att från fastighetskartan ta fram en digital centralpunkt för varje fastighet samt husens digitala koordinater. En utvecklingsavdelning bildades under ledning av Owe Salomonsson för att utveckla nyttjandet av fastighetskoordinaterna och integration mellan register.  Under hans ledning bildades projektet FRIS (Försök med Rumsliga Informations System). Kartprogram mm togs fram och flera rapporter och internationella möten ordnades. FRIS åtnjöt internationell uppmärksamhet när CFD:s verksamhet flyttade från Sundbyberg till Gävle följde merparten av utvecklingsavdelningen inte med och FRIS lades ner.
Efter denna korta intensiva utvecklingsfas gick utvecklingen långsamt bland annat beroende på att koordinatsättningen av fastigheterna gick mycket långsamt. Utvecklingen i Sverige och flera andra länder bromsas även av att data och koordinater inte är allmänt tillgängliga. Folkräkningsdata från U.S Census Bureau ställs gratis till förfogande och så även de digitaliseringar som görs av gatunätet, så kallade "Tiger-files". Dessa förhållanden främjar naturligtvis utvecklingen av nya metoder för GIS-användningen.
Metoderna har i Sverige inte fått samma användning och utveckling som i många andra länder, i synnerhet inom ekonomi, samhällsplanering och hälso- och sjukvård.[källa behövs] Detta sägs bero på att ämnet tidigt mutades in av lantmäteri- och geodesidisciplinerna som genom att betona den tekniska komplexiteten i metoderna begränsade användandet. En viktig faktor till att GIS-användandet inte heller helt slagit igenom inom geografin är dominansen av kvalitativa geografer inom geografi i den akademiska världen. Användandet av GIS motarbetades aktivt initialt vid vissa universitet som till exempel Berkeley.[källa behövs]
GIS har fått stort genomslag bland annat i den biologiska forskningen, något som kanske inte framgår så tydligt för de som vistas utanför den akademiska världen. Här har man alltmer insett vikten av att kunna bevara och skydda naturen på landskapsnivå. Då är det för forskarna, planerarna, politikerna och de som utför arbetet ovärderligt att ha tillgång till en översynsbild av överlappande ekologiska landskap och deras placering, storlek samt hur ofta de förekommer i landskapet man studerar. 
Metoden har stor betydelse för genbanker, då metoden kan hjälpa till att se förändringar i hotade klimat. GIS kan visa på i vilken takt förändringar sker och därigenom kan man i tid skydda den genetiska mångfalden.
Metoderna har dock fått stort genomslag inom arkeologin där GIS har blivit ett mycket viktigt redskap.
Inom kommunal verksamhet används idag GIS som ett viktigt verktyg i framförallt de tekniska förvaltningarna. Ett flertal företag på marknaden gör anpassande verksamhetssystem för kommuner.
Tack vare Google Earth, Hitta.se och liknande webbaserade (kart)tjänster har GIS idag blivit en vanlig företeelse, men i dessa sammanhang används sällan den terminologin.
För att sprida användningen och driva på utvecklingen av GIS finns bland annat den nationella branschföreningen Geoforum och regionala SamGIS-föreningar. Geoforum har tillsammans med sektorsmyndigheter som Lantmäteriet, Boverket, SCB och Sjöfartsverket en roll att driva på den nationella utvecklingen. Utbildning och forskning sker på landets universitet och högskolor både som egen disciplin eller inom andra geovetenskapsrelaterade utbildningar. GIS-metoder sprids även till andra discipliner.

## RasterGIS och vektorGIS
Tidigt skilde man rasterGIS från vektorGIS då såväl dataoperationer som lagring av data skilde sig markant åt. Oftast kan programvarorna enbart utföra operationer i en av typfallen i taget och inte i båda samtidigt. RasterGIS har mycket gemensamt med digital bildbehandling och har sina rötter i bearbetning av satellitbilder. VektorGIS har sina rötter i rit-program och CAD.

## Komponenter i GIS
Enligt definitionen på ett GIS skall det klara av insamling, lagring, åtkomst, bearbetning, analys och presentation av geografiska data. 

### Datainsamling
Olika metoder finns för datainsamling. För rasterGIS samlas data in i pixelform, dvs diskreta, likformade element med lika yta representerar exempelvis en markanvändningsklass och lagras på detta sätt liknande en digital bild. Exempelvis kan digitala flygbilder eller satellitbilder användas som datakälla. 
För vektorGIS samlas data in i form av punkter, linjer eller polygoner. Insamling kan ske i fält med hjälp av geodetiska mätinstrument eller kan äldre kartor eller annat underlagsmaterial digitaliseras.
Koordinatsättningen av rikets fastigheter, som nämns ovan, tillhör denna kategori. Datainsamling kan ske genom att de rumsliga objekten tilldelas en identitet som finns i ett register. Genom att matcha register som innehåller koordinater med andra register kan även dessa tilldelas koordinater. Varje svensk är mantalsskriven på en fastighet och genom att matcha på samma fastighet i fastighetsregistret kan fastighetens koordinater även överföras på personen.  Även genom rumsliga analyser kan rumslig objekt tillföras data. Så kan till exempel digitaliserade försäljningsområden ges uppgifter från koordinatsatta befolkningsregister genom s.k. point-in-polygon-analys. Data för de personer som faller inom området summeras och tilldelas det aktuella området. Med digitala gatunät kan barns väg till skolan beräknas. Genom att söka ut de närmsta gatulänkar för eleverna och för skolan kan datorn beräkna den närmsta vägen för varje elev. Ytterligare exempel på metoder se nedan.

### Lagring av geografisk information
Geografiska data bör lagras med topologi, det vill säga de inbördes sambanden beskrivna mellan de olika geografiska objekten. GIS-programvaror använder speciella datastrukturer i databaserna för att klara av att hantera topologiska sammanhang. Moderna relationsdatabaser börjar få dessa egenskaper i sitt grundutförande, varför speciella GIS-databaser kanske inte behövs i framtiden. Anledningen till att databaserna skall klara av topologi är att den behövs för analys.

### Analys av geografisk information
Analysen är egentligen kärnan i GIS. Här kan man dra de slutsatser man vill ha ut av sina geografiska data. Beroende på om man har data i rasterGIS eller vektorGIS arbetar man på delvis olika sätt. Många operationer går att utföra i båda systemtyperna, såsom buffertanalys, då man låter svälla ut ett område kring en punkt, linje eller yta, ett angivet önskat mått. Exempel: Hur många hus ligger 50 m från kraftledningen? Denna fråga får man svar på med en buffertanalys.
Andra typer av analyser är vilka objekt skär varandra, vilka objekt ligger nära varandra, vilka objekt syns från en viss punkt. Man kan med hjälp av ett vägnät beräkna kortaste vägen mellan olika punkter, en populär analys som finns i de flesta ruttplaneringsprogram idag. Med hjälp av vägnät och befolkningsdata kan man göra analyser om upptagningsområden, affärslägen, konkurrentbevakning, utsläppseffekter, buller- och föroreningsstudier m.m.
Några typer av analyser: 
- Nätverksanalys
- Ruttplanering
- Traveling salesman
- Kostnadslandskap
- Buffertanalys

### Presentationsformer
Att enbart analysera data utan att kunna presentera resultatet på ett bra sätt vore meningslöst, varför man behöver bra verktyg för att illustrera sina analyssvar. Det kan vara utritning av buffertzoner med tillhörande diagram, om det handlar om exempelvis koncentrationer av ett utsläpp som analyserats etc. Ett GIS har oftast en kraftfull verktygslåda för att kunna illustrera data och analyssvar.

## GIS-typer
I dagligt tal brukar man indela GIS-applikationer i olika kategorier och kalla dem för WebbGIS, mobilt GIS, etc. för att särskilja olika användningsområden. Det handlar egentligen inte om applikationer som kan hantera alla komponenterna i GIS, utan renodlats för en specifik uppgift.

### Desktop-GIS
Den form av GIS-användning som sker på en avancerad nivå görs oftast i Desktop GIS. Det är programvara som körs lokalt på en PC eller i en servermiljö. Under denna benämning finns alla komponenter i GIS, från insamling, lagring, analys och presentationsverktyg.

### Web-GIS
Web GIS är applikationer som kan köras i en vanlig webbläsare. Allt mer avancerad GIS-funktionalitet förs in i webbaserade GIS-miljöer idag och möjligheterna är snart lika stora som för traditionell GIS. Det finns flera skäl att använda sig av webb-GIS. Några av dem är att kostnaden för klienter elimineras, utbildningsbehovet minskar då de har ett enklare gränssnitt, att man når en bredare publik och lättare kan sprida informationen, men också för att webbaserat GIS gör det svårare att ändra (avsiktligt eller oavsiktligt) i data. Utvecklingen av webb-GIS går mycket fort och har i stort sett kommit ikapp klienter (desktop-GIS) på handläggarnivå, det är dock ett stort steg kvar innan det når upp till samma nivå som de riktigt avancerade desktoplösningarna erbjuder.

### Mobilt GIS
GIS applikationer som kan köras på handdatorer och andra mobila enheter är ofta enklare varianter av sina Desktop motsvarigheter. En vanlig funktion i mobilt GIS är hantering av GPS-data som sedan kan användas för positionering eller inmätning i fält.
Allt vanligare blir verksamhetsanpassade mobila GIS-lösningar, där man ute i fält har andra krav och nyttor utifrån det stationära GIS-verktyget. 
Flertalet av de GIS-leverantörer som finns har möjligheter med mobilt GIS, men det är samtidigt väldigt olika hur man själv har möjligheter att påverka dess utformning. 
En del mobila GIS-lösningar tas fram av GIS-leverantörerna själva, andra av rena konsultbolag och ett tredje alternativ är de specialister inom mobila lösningar och GIS som finns på marknaden.

## Mjukvara för GIS-användning
- MapInfo
- ArcGIS
- Idrisi
- SuperMap
- GRASS
- QGIS
- FME